# Dufouriellus
Dufouriellus is een geslacht van wantsen uit de familie bloemwantsen (Anthocoridae). Het geslacht werd voor het eerst wetenschappelijk beschreven door Kirkaldy in 1906.

## Soorten
Het genus bevat de volgende soort:

- Dufouriellus ater (Dufour, 1833)